# Relaciones México-Nepal
Las naciones de México y Nepal establecieron relaciones diplomáticas en 1975. Ambas naciones son miembros de las Naciones Unidas.

## Historia

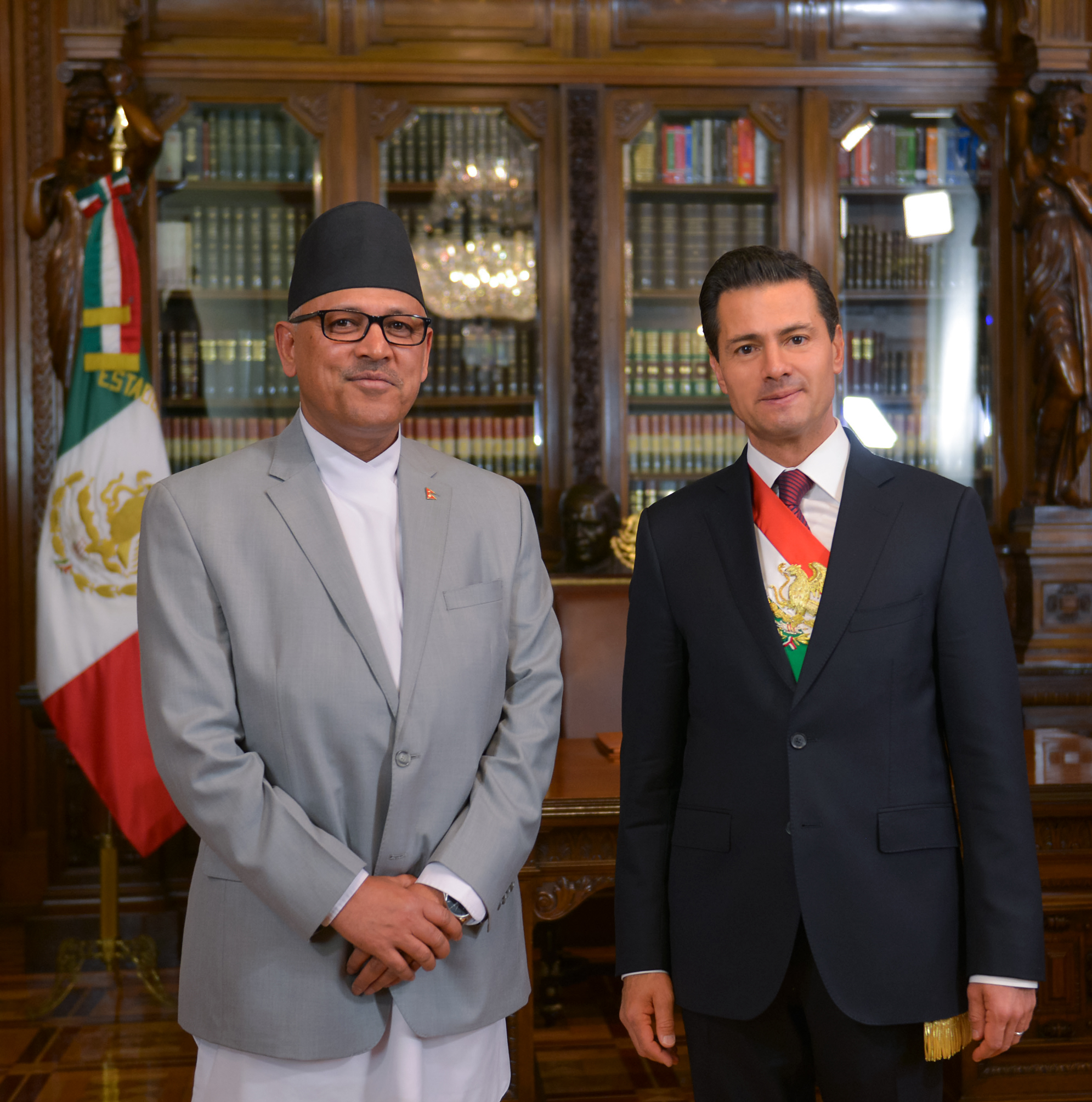
El embajador de Nepal no-residente, Arjun Kumar, con el presidente mexicano Enrique Peña Nieto en la Ciudad de México, abril de 2017.

México y Nepal establecieron relaciones diplomáticas el 25 de noviembre de 1975. Los vínculos se han desarrollado principalmente en el marco de foros multilaterales. En febrero de 1994, México abrió un consulado honorario en Katmandú.
En noviembre de 2010, el gobierno de Nepal envió una delegación de 21 miembros para asistir a la Conferencia de las Naciones Unidas sobre el Cambio Climático de 2010 en Cancún, México.
En 2024, ambas naciones celebraron 49 años de relaciones diplomáticas.

## Misiones diplomáticas
- México está acreditado ante Nepal a través de su embajada en Nueva Delhi, India y mantiene un consulado honorario en Katmandú.[4]
- Nepal está acreditado ante México a través de su embajada en Washington D. C., Estados Unidos.[5]